# 와인스버그 오하이오

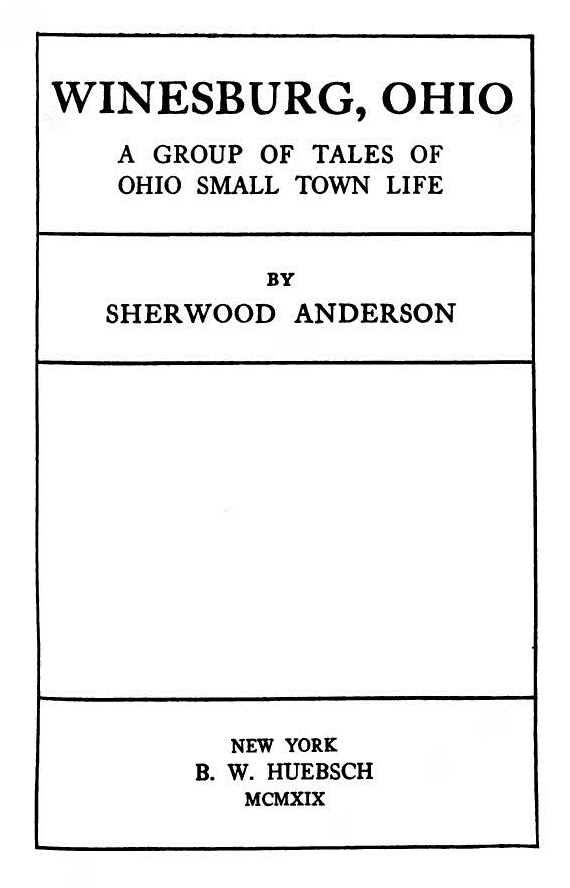

《와인스버그 오하이오》(Winsburg, Ohio)는 앤더슨의 1919년 단편소설집이다. 작가가 소년시절을 보낸 오하이오주(州) 클라이드가 모델이라 한다. 25개의 단편은 유기적으로 연결되어 있고, 조지 윌라드 소년의 편력이 중심이 되어 있다. 인간이 진리를 만들고 그 진리가 인간을 그로테스크한 모습으로 변모시킨다.
그러한 그로테스크한 젊은 남녀 군상을 그려 인간의 내면적 세계를 추구하고, 헤밍웨이, 울프, 사로얀, 스타인벡, 콜드월에게 영향을 주었다.